# Hexatoma hartmani
Hexatoma hartmani là một loài ruồi trong họ Limoniidae. Chúng phân bố ở miền Tân bắc.